# Geraldine Ponce
María Geraldine Ponce Méndez (Xalisco, Nayarit, 4 de abril de 1994) es una política y modelo mexicana, miembro del Movimiento Regeneración Nacional (MORENA). Fue diputada federal del Congreso de la Unión por el distrito 2 de Nayarit de 2018-2021. Y de septiembre de 2021 hasta julio de 2023 fue Presidente Municipal de Tepic.Logró ganar la reelección para ser presidente municipal en el periodo 2024-2027. 

## Primeros años
María Geraldine Ponce Méndez nació en Xalisco, Nayarit, el 4 de abril de 1994. Cursó el bachillerato en el CBTA 244 de Pantanal, de donde egresó como técnica en informática. Estudió ingeniería en gestión empresarial en el Instituto Tecnológico de Tepic.

## Trayectoria en el modelaje
En el 2012, Geraldine Ponce fue Reina de la Feria del Elote Xalisco. En 2015 se coronó como Nuestra Belleza Nayarit. En el 2016, resultó segunda finalista en el certamen Nuestra Belleza México y obtuvo el premio de Nuestra Belleza Digital. Ese mismo año fue designada Nuestra Belleza Internacional México, y representó al país en Miss Internacional 2016, celebrado en Tokio, Japón, donde logró la clasificación al Top 15 de finalistas.

## Diputada federal (2018-2021)
En las elecciones federales de 2018 fue postulada como diputada federal por el partido Movimiento Regeneración Nacional por el distrito 2 de Nayarit, con cabecera en Tepic. Fue electa con el 54.7% de los votos emitidos. Ocupó el escaño en la LXIV Legislatura del Congreso de la Unión desde el 1 de septiembre de 2018 al 31 de agosto de 2021. Dentro del congreso fue secretaria de la comisión de presupuesto y cuenta pública.

## Alcaldesa de Tepic (2021-2027)
En las elecciones estatales de Nayarit de 2021 fue postulada por el Movimiento Regeneración Nacional a la presidencia municipal de Tepic, capital del Estado. Fue electa con el 52.0% de los votos emitidos. Inició su mandato como presidente municipal de Tepic el 17 de septiembre de 2021. El 28 de mayo de 2022, la avioneta en que viajaba se estrelló mientras intentaba aterrizar en el Aeródromo de Mesa del Nayar, Geraldine Ponce resultó ilesa en el incidente.
El 13 de julio de 2023 se separó temporalmente del cargo, bajo licencia aprobada por el Cabildo, la Lic. Leticia Araiza asumió en su lugar la Presidencia municipal. El 28 de agosto de 2023 se reintegró al ayuntamiento.
En 2024, ganó las elecciones municipales para Presidente Municipal de Tepic para el periodo 2024-2027, siendo así su segundo mandato como Alcaldesa. Aunque durante su primera administración se separa del cargo más de dos veces dejando sustitutos en su nombre. 
Bajo su cargo, se llevó la construcción de La Ciudad de las Artes Indígenas, una obra de la SEDATU en la ciudad de Tepic cuyo objetivo es la interacción social y cultural de la ciudad con los pueblos originarios.

## Premios y reconocimientos
- Nuestra Belleza Internacional México (2016)
- Nuestra Belleza Digital (2016)
- Camino al Éxito (Andrea) (2016)